# 인디펜던스 파크
인디펜던스 파크(영어: Independence Park)는 자메이카 킹스턴에 위치한 종합 경기장으로 수용 인원은 35,000명이다. 주로 축구, 럭비 리그 경기장으로 사용되고 있으며 자메이카 축구 국가대표팀의 홈 구장으로도 사용되고 있다. 그 외에 올림픽, 코먼웰스 게임에 참가하는 자메이카 육상 경기 국가대표팀의 주경기장으로도 사용되고 있다.
1962년 자메이카 킹스턴에서 개최된 중앙아메리카·카리브해 경기 대회의 주경기장으로 사용되었으며 개막식, 폐막식, 육상 경기, 사이클 경기가 개최되었다. 1966년 자메이카 킹스턴에서 개최된 코먼웰스 게임의 주경기장이 되면서 인근에 건립된 스포츠 시설들과 함께 종합 운동장을 형성했다.
경기장 안에는 국제 육상 경기 연맹(IAAF) 규격에 맞는 400m 길이의 육상 트랙, 육상 트랙 주변에 설치된 500m 길이의 콘크리트 사이클 경기장, 국제 축구 연맹(FIFA) 규격에 맞는 축구장, 미디어 센터, 귀빈석이 설치되어 있다. 경기장 입구에는 밥 말리의 동상이 건립되어 있다.
경기장 주변에는 8,500명을 수용할 수 있는 규모를 가진 수영·다이빙 경기장(1962년 개장), 6,000명을 수용할 수 있는 규모를 가진 역도·레슬링 경기장인 내셔널 아레나(National Arena, 1963년 개장), 6,000명을 수용할 수 있는 농구·실내 네트볼 경기장인 내셔널 인도어 스포츠 콤플렉스(National Indoor Sports Complex, 2002년 개장), 실외 네트볼 경기장인 레일라 로빈슨 네트볼 코트(Leila Robinson Netball Courts), 실외 농구 경기장인 스타디움 코츠(Stadium Courts)가 조성되어 있다. 그 외에 1978년 자메이카 정부에 의해 설립된 자메이카 국가대표팀 훈련장인 스포츠 연구소(Institute of Sports)가 이 곳에 위치한다.